# Arcidiocesi di Malanje
L'arcidiocesi di Malanje (in latino Archidioecesis Malaniensis) è una sede metropolitana della Chiesa cattolica in Angola. Nel 2023 contava 685.800 battezzati su 1.141.500 abitanti. È retta dall'arcivescovo Luzizila Kiala.

## Territorio
L'arcidiocesi comprende la provincia di Malanje in Angola.
Sede arcivescovile è la città di Malanje, dove si trova la cattedrale di Nostra Signora Assunta.
Il territorio è suddiviso in 26 parrocchie.

## Storia
La diocesi di Malanje fu eretta il 25 novembre 1957 con la bolla Inter sollicitudines di papa Pio XII, ricavandone il territorio dall'arcidiocesi di Luanda e dalla diocesi di Silva Porto (oggi diocesi di Kwito-Bié). Originariamente era suffraganea dell'arcidiocesi di Luanda.
Il 10 agosto 1975 cedette una porzione di territorio a vantaggio dell'erezione della diocesi di Henrique De Carvalho (oggi arcidiocesi di Saurimo) e contestualmente incorporò alcuni territori che erano appartenuti all'arcidiocesi di Luanda.
Il 12 aprile 2011 è stata elevata al rango di arcidiocesi metropolitana con la bolla Cum in Angolia di papa Benedetto XVI.

## Cronotassi dei vescovi
Si omettono i periodi di sede vacante non superiori ai 2 anni o non storicamente accertati.
- Manuel Nunes Gabriel † (5 dicembre 1957 - 13 febbraio 1962 nominato arcivescovo coadiutore di Luanda[1])
- Pompeu de Sá Leão y Seabra † (20 dicembre 1962 - 7 aprile 1973 deceduto)
- Eduardo André Muaca † (25 settembre 1973 - 10 agosto 1975 nominato arcivescovo coadiutore di Luanda[2])
- Alexandre do Nascimento † (10 agosto 1975 - 3 febbraio 1977 nominato arcivescovo di Lubango)
- Eugénio Salessu † (3 febbraio 1977 - 27 agosto 1998 ritirato)
- Luis María Pérez de Onraita Aguirre † (27 agosto 1998 succeduto - 19 maggio 2012 ritirato)
- Benedito Roberto, C.S.Sp. † (19 maggio 2012 - 8 novembre 2020 deceduto)
- Luzizila Kiala, dal 29 settembre 2021

## Statistiche
L'arcidiocesi nel 2023 su una popolazione di 1.141.500 persone contava 685.800 battezzati, corrispondenti al 60,1% del totale.
| anno | popolazione | popolazione | popolazione | presbiteri | presbiteri | presbiteri | presbiteri                | diaconi | religiosi | religiosi | parrocchie |
| anno | battezzati  | totale      | %           | numero     | secolari   | regolari   | battezzati per presbitero | diaconi | uomini    | donne     | parrocchie |
| ---- | ----------- | ----------- | ----------- | ---------- | ---------- | ---------- | ------------------------- | ------- | --------- | --------- | ---------- |
| 1969 | 142.321     | 771.000     | 18,5        | 50         | 20         | 30         | 2.846                     |         | 35        | 66        | 17         |
| 1980 | 137.500     | 555.000     | 24,8        | 15         | 3          | 12         | 9.166                     |         | 15        | 29        | 14         |
| 1990 | 185.000     | 590.000     | 31,4        | 15         | 6          | 9          | 12.333                    | 1       | 12        | 80        | 14         |
| 1999 | 153.000     | 503.011     | 30,4        | 16         | 6          | 10         | 9.562                     |         | 10        | 125       | 14         |
| 2000 | 176.996     | 510.000     | 34,7        | 11         | 6          | 5          | 16.090                    |         | 6         | 100       | 9          |
| 2001 | 177.485     | 505.000     | 35,1        | 15         | 4          | 11         | 11.832                    |         | 25        | 67        | 14         |
| 2002 | 183.325     | 506.000     | 36,2        | 17         | 6          | 11         | 10.783                    |         | 25        | 69        | 14         |
| 2003 | 392.000     | 1.312.000   | 29,9        | 21         | 10         | 11         | 18.666                    |         | 13        | 96        | 8          |
| 2004 | 454.000     | 990.600     | 45,8        | 21         | 10         | 11         | 21.619                    |         | 14        | 90        | 4          |
| 2013 | 573.000     | 1.252.000   | 45,8        | 29         | 11         | 18         | 19.758                    |         | 56        | 83        | 4          |
| 2016 | 800.000     | 1.356.667   | 59,0        | 29         | 6          | 23         | 27.586                    |         | 103       | 113       | 18         |
| 2019 | 618.830     | 1.030.000   | 60,1        | 37         | 12         | 25         | 16.725                    |         | 86        | 129       | 17         |
| 2021 | 658.190     | 1.095.540   | 60,1        | 35         | 13         | 22         | 18.805                    |         | 43        | 129       | 23         |
| 2023 | 685.800     | 1.141.500   | 60,1        | 36         | 13         | 23         | 19.050                    |         | 50        | 126       | 26         |